# Julius Nielsen & Søn
A/S Julius Nielsen & Søn er et dansk tømrerfirma i København, der er blandt landets største og ældste. Det blev grundlagt 1. december 1874 af Julius Nielsen (1846-1937) og i 1924 blev det overtaget af sønnen, Georg Strigel Nielsen (1888-1976) (medindehaver 1911); denne optog i 1928 P.D. Tang Barfod (f. 1881) som medindehaver. Virksomheden har udført tømrerarbejde på et utal af kendte bygninger.
Firmaet havde indtil 1943 kontoradresse på Søndermarksvej 1 og fra 1944 i Fortunstræde 4. Senere flyttede kontoret til Valby Langgade 6, hvor det befandt sig i slutningen af 60'erne og i starten af 70'erne, imens ejeren Knud Hansen var oldermand for tømrerlauget[kilde mangler]. I 1945 flyttede firmaets værksted til Egegårdsvej i Rødovre og senere til Landlystvej 42 i Hvidovre. I sommeren 2018 flyttes Julius Nielsen til nye lokaler på Markstykkevej 16 i Rødovre.
I slutningen 60'erne og starten af 70'erne var A/S Julius Nielsen & Søn så stort et firma, at de havde over 100 lærlinge ansat. Der var tømrere, snedkere, maskinsnedkere og arbejdsfolk ansat i firmaet.
Startlønnen for en lærling var 1,25 DKr i timen, og der blev stadig arbejdet om lørdagen dengang..

## Ledelse
- 1874-1924 Julius Nielsen (1846-1937)
- 1924-1964 Georg Strigel Nielsen (1888-1976)
- 1964-1985 Knud Hansen (1910-1999)
- 1985-1998 Kaj Christiansen (1935-1998)
- 1998-2011 Mogens Madsen (1948 - )
- 2011-2013 Bjarne Kjær(1958 - )
- 2013-2016 René Kjærsgaard-Nielsen (1953 -)
- 2016-           Søren Thunø Hansen

### 1882 til 1905
- 1882 Nakskov Roesukker Fabrik
- 1883 3 første slagtehuse på Kvægtorvet
- 1885 Schneekloths Skole
- 1887 Sekondløjtnantskolen på Kronborg
- 1890 Ridehuset på Amager Fælled
- 1891 Gedser Toldkammer
- 1892 Hovedbrandstationen i København
- 1893 Gladsaxefortet
- 1893 Ingeniørkasernen, Vognmandsmarken
- 1899 Forchhammervejs Skole
- 1900 Hellerup Kirke
- 1900 Kvægtorvet, Øksnehallen
- 1901 Østerbro Brandstation
- 1902 Kuskebolig på Sølyst, Klampenborg
- 1902 Valby Gasværk, kedelhus og maskinhus (nedrevet)
- 1902 Sankt Markus Kirke, Forchhammervej, Frederiksberg
- 1902 Kronborg, Kronværksbroen
- 1902 Tuborg, nyt bryghus og svalehus
- 1903 Gedser Station, lokomotivhal
- 1903 Bispebjerg Kirkegårds Kapel
- 1904 Rådhushaven, pavillion og lysthus (nedrevet)
- 1904 Sølyst, drivhuse
- 1904 Galle & Jessen, oplagsskur (nedrevet)

### 1906 til 1916
- 1906 Ny Tøjhus, administrationsbygning (nedrevet)
- 1906 Rigshospitalet, operationsbygning, køkken og vaskeri, fødsels- og plejebygning, patologi- og farmakologibygning (nedrevet)
- 1907 Regensen, tilbygning
- 1907 Østre Gasværk, tjærebassin (nedrevet)
- 1908 De første arbejder for KTAS i Nørregade
- 1908 Tivoli, svingkarrussel og vandrutchebane
- 1909 Klampenborg Væddeløbsbane
- 1909 Eremitageslottet, væddeløbsbanen og tribune
- 1910 Hotel d'Angleterre, Kongens Nytorv
- 1910 Jægersborg Kaserne, 3 barakbygninger
- 1911 Smørum Kirke, tagværk
- 1911 Statens Serum Institut, Amager Boulevard
- 1911 Barakker på Jægersborg Kaserne
- 1911 Akademisk Boldklub, Tagensvej
- 1912 Tårnby Kirke, tagværk
- 1913 Kvægtorvet, kreaturstalde
- 1913 Landmandsbanken, Amagertorv
- 1913 Lagerkælder på Tuborg (nedrevet)
- 1914 Nordisk Livsforsikrings-Aktieselskab, Grønningen
- 1915 Kornsilo på Tuborg (nedrevet)
- 1916 Ottiliavej Møllestensfabrik

### 1917 til 1949
- 1917 Avedøre Flyveplads, 3 hangarer
- 1917 Københavns Idrætspark, ståtribune (nedrevet)
- 1918 Landbohøjskolen
- 1919 Københavns Godsbanegård, midlertidig toldkammerbygning (nedrevet)
- 1920 Udstillingsbarak til Lille i Frankrig
- 1922 Strandboulevarden Skole
- 1925 Havnegade 37, De forenede Papirfabrikker
- 1926 Børnehjem, Umanak, Grønland
- 1929 Transformatorhus, Sukkertoppen, Grønland
- 1930 KTAS Central Helrup, Svanemøllevej 112
- 1931 Nationalmuseet, plankeværk
- 1931-36 Carl Jacobsens Sukkerraffinaderier
- 1933 Klampenborg Station, ventesale
- 1935 Hafnia Haand i Haand, Holmens Kanal
- 1936 KTAS Central Rødovre
- 1942-43 Jægersborg Kaserne
- 1943 Østerport Station, ventesal
- 1944 Rosenborg Slot, toilet og atelierbygning
- 1945 Polititorvet, marketenderi
- 1946 Ordrup Station, udvidelse
- 1947 Almegård Kaserne, Bornholm
- 1948 DSB Centralværksteder, udvidelse
- 1949 Skovlunde Flyveplads, hangarer